# Hashim Amla
Pour les articles homonymes, voir Hashim et Amla.
Hashim Mahomed Amla est un joueur de cricket international sud-africain né le 31 mars 1983 à Durban. Ce batteur débute en 1999 avec l'équipe du KwaZulu-Natal, deux ans après son frère Ahmed, puis en 2004 avec la franchise des Dolphins. Il dispute son premier test-match avec l'Afrique du Sud en 2004 et son premier ODI en 2008. Il est nommé capitaine de la sélection en test-matchs en 2014, à la suite de la retraite internationale de Graeme Smith.

## Biographie
Hashim Amla naît le 31 mars 1983 à Durban dans la province de Natal (futur KwaZulu-Natal). Ses grands-parents sont arrivés en Afrique du Sud en provenance de la région de Surate, en Inde. Il dispute sa première rencontre avec l'équipe du KwaZulu-Natal en 1999. En 2002, il est le capitaine de l'équipe nationale des moins de 19 ans qui arrive en finale de la Coupe du monde de cette catégorie d'âge.

## Bilan sportif

### Principales équipes
|                                | Test                  | ODI                   | Twenty20              |
| ------------------------------ | --------------------- | --------------------- | --------------------- |
| Afrique du Sud                 | 2004 -                | 2008 -                | 2009 -                |
|                                | First-class           | List A                | Twenty20              |
| KwaZulu-Natal (Afrique du Sud) | 1999-2000 -           | 2002-2003 -           |                       |
| Dolphins (Afrique du Sud)      | 2004-2005 - 2011-2012 | 2004-2005 - 2011-2012 | 2003-2004 - 2008-2009 |
| Essex (Angleterre)             | 2009                  | 2009                  |                       |
| Nottinghamshire (Angleterre)   | 2010                  | 2010                  |                       |
| Surrey (Angleterre)            | 2013 - 2014           |                       | 2014                  |
| Cape Cobras (Afrique du Sud)   |                       |                       | 2013-2014 -           |

### Statistiques
Au cours d'un test-match contre l'Angleterre en juillet 2012 à The Oval, Hashim Amla devient le premier joueur de l'équipe d'Afrique du Sud à réussir un score individuel de plus de 300 courses en une manche à ce niveau. Avec 311 courses, il bat la meilleure marque nationale détenue jusqu'alors par A. B. de Villiers, 278 courses.
En ODI, Hashim Amla devient en 2011 le joueur ayant eu besoin du moins de manches jouées, quarante, pour atteindre 2000 courses en carrière, battant les 45 manches de Zaheer Abbas et Kevin Pietersen. L'année suivante, il devient également le plus rapide à atteindre les 3000 courses, en 57 manches. Le record précédent, détenu par Viv Richards, était de 69 tours de batte. Fin 2013, il bat encore un record de Richards en devenant le plus rapide à passer la barre des 4000 courses, en 81 manches contre 88 pour Richards. Début 2015, il marque sa 5000e course dans ce format lors de sa 101e manche, faisant mieux que les 114 nécessaires à Richards et à Virat Kohli pour passer la même marque. Il réalise son vingtième century au cours de sa 108e manche dans ce format, battant les 133 manches dont a eu besoin Kohli pour atteindre le même total.

## Honneurs
- Désigné en 2010 « Joueur sud-africain de l'année » et « Joueur sud-africain de l'année en Test cricket » par la fédération sud-africaine, Cricket South Africa, ainsi que « Joueur de l'année désigné par les joueurs », « Joueur de l'année désigné par les fans » et « Meilleure performance individuelle de l'année »[11].
- Nommé aux ICC Awards en 2010 dans les catégories « Joueur de l'année » et « Joueur de l'année en Test cricket »[12].
- Membre de l'« équipe de Test cricket de l'année » aux ICC Awards 2010[13], 2011, 2012, 2013 et de « équipe d'ODI de l'année » en 2013.
- Un des cinq Wisden Cricketers of the Year de l'année 2013.
- Désigné en 2013 « Joueur sud-africain de l'année » et « Joueur sud-africain de l'année en Test cricket », « Joueur de l'année désigné par les fans » et « Meilleure performance de l'année »[14].